# Triplarina nowraensis
Triplarina nowraensis är en myrtenväxtart som beskrevs av Anthony R. Bean. Triplarina nowraensis ingår i släktet Triplarina och familjen myrtenväxter. Inga underarter finns listade i Catalogue of Life.